# Pioneer–P3
Pioneer–P3 (angolul: úttörő)  amerikai mesterséges bolygó, amelyet a Pioneer-program keretében indították,  Hold kutató szonda.

## Küldetés
A Pioneer–P1, Pioneer P–3, Pioneer–P30 és Pioneer–P31 sorozat célja volt, hogy egy működőképes – elsősorban hordozóeszköz vonatkozásában – űrszondát juttassanak a Hold közelébe, elősegíteni a világűr sajátosságainak vizsgálatát, a Hold nem látható felének felderítését. Kipróbálni a műhold korrekciót (manőverezését – lassítás, gyorsítás) segítő segédfúvókák müküdőképességét – műholdak visszavezetése a Föld meghatározott pontjaira.

## Jellemzői
A szondát a JPL és NASA építette. Üzemeltetője a NASA és a DC (Washington).
1959. november 26-án a Air Force Missile Test Center indítóállomásról egy Atlas-D Able hordozórakétával, direkt módszer alkalmazásával indítottáka Hold felé.
A sikertelen kísérletek miatt 6 kilogrammra csökkentették a hasznos terhet. Egyetlen műszere a televíziórendszer és az adttovábbi volt. Az akkumulátorok élettartamát növelve 4 (60x60 centiméter) napelemtáblát szereltek rá, egyenként 2200 lapocskával ellátva. A napkollektorok a vegyi elemeket váltották. A tudományos csomag teljes tömege, köztük az elektronikák és áramellátás, 60 kilogramm volt.
Technikai okok miatt nem tudta elérni a második kozmikus sebességet, 104 másodperccel az indítás után a kapcsolat megszűnt. Az űreszköz visszazuhant és a Föld légkörében elégett.

## Külső hivatkozások
- Pioneer–P3. lib.cas.cz. [2013. október 13-i dátummal az eredetiből archiválva]. (Hozzáférés: 2012. december 30.)
- Pioneer–P3. skyrocket.de. (Hozzáférés: 2012. december 30.)

| Elődje: Pioneer–P1 | Pioneer-program 1958–1960 | Utódja: Pioneer–P30 |